# Idaea stenozona
Idaea stenozona är en fjärilsart som beskrevs av Oswald Beltram Lower 1902. Idaea stenozona ingår i släktet Idaea och familjen mätare. Inga underarter finns listade i Catalogue of Life.